# Totaalonderwijs
Totaalonderwijs staat voor het totaal aan componenten dat nodig is om onderwijs dat uit gaat van één totale leeromgeving, waarbij face-to-face leren binnen het klaslokaal en leren binnen een online omgeving tegelijkertijd en flexibel kunnen worden ingezet, indien dat gewenst is.  Zoals bijvoorbeeld  met blended learning.

## Beschrijving
Om totaalonderwijs te kunnen uitvoeren zal binnen een onderwijsinstelling haar organisatiemodel en het verzorgde onderwijs hiervoor geschikt moeten worden gemaakt. Binnen elke onderwijsinstelling wordt gewerkt aan het vormgeven van het primaire proces vanuit dezelfde herkenbare en te benoemen componenten of bouwstenen: onderwijsvisie, schooltypen, financiën, infrastructuur, leerplatform, ouder-betrokkenheid, leerling-betrokkenheid, apparaten, didactische bekwaamheid docenten, beschikbare knowhow projectmanagement en professionele leer gemeenschap (PLG).

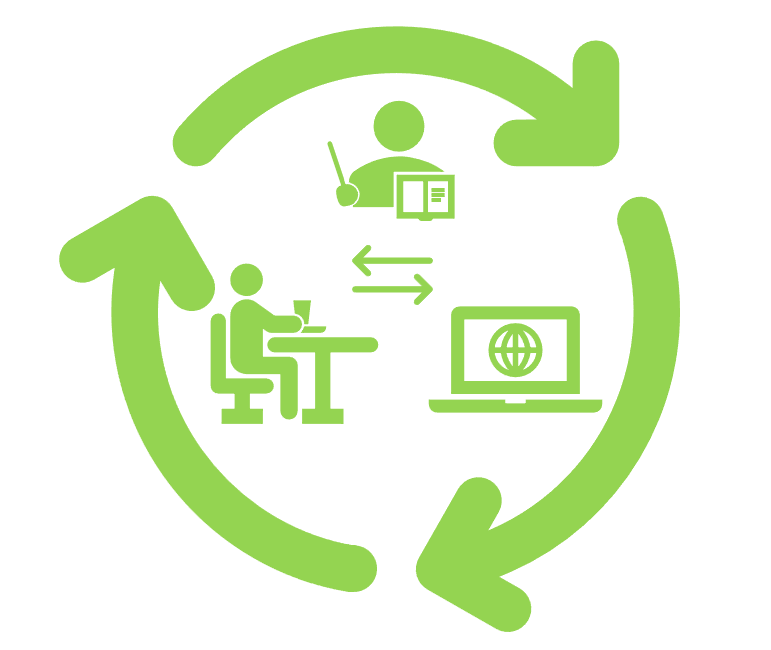
Totaalonderwijs

Het door de organisatie verzorgde onderwijs kenmerkt zich eveneens door herkenbare en te benoemen componenten of bouwstenen: folio lesmethoden, leerruimtes, lifo-model, leerdoeldenken, digitaal leermateriaal en eigen leermateriaal.
Totaalonderwijs stimuleert leraren binnen de onderwijsinstelling om zich, naast het aanbieden van goede face-to-face lessen als hun belangrijkste competentie, ook te bekwamen in de meest effectieve onderdelen van het online-onderwijs. Het gewicht wat door een individuele school aan deze bouwstenen wordt toegekend is daarbij richting gevend en altijd gebaseerd op afwegingen en keuzen die binnen ieder instelling anders kunnen zijn. Dit zal er toe leiden dat didactische keuzes voor bijvoorbeeld blendedLearning, e-learning, hybridteaching of meer traditionele lesmethodieken zoals storytelling, het onderwijsleergesprek of directe instructie, mits de organisatie daarvoor geschikt is, op iedere school bijdragen aan het principe van totaalonderwijs.